# Бојана Николић
Бојана Николић (Пирот, 31. јул 1980) српска је уметница. По завршетку Факултета ликовне уметности у Београду ступила на ликовну сцену Србије са изграђеним стилом акционог сликарства и специфичним начином ликовног изражавања у којем њен доминантни свет боја и цртежа одише свежином.
Бојана Николић члан је УЛУС-а од 2006. године. Учесница је већег броја радиониоца и ликовних колонија, студијских путовања и заједничких уметничких пројеката. До сада је излагала не великом броју колективник и самосталних изложби у земљи и иностранству. Добитница је неколико награда.

## Живот и каријера
Рођена је од оца Небојше, и мајке Жанке (девојачко презиме Равлић).
Школовање
Основну школу и Гимназију завршила је у Пироту.
Од 2000. до 2005. године, студирала је сликарство на Факултету ликовних уметности у Београду (у класама проф. Велизара Крстића, Зорана Вуковића и Чедомира Васића). Дипломирала је 2005. године са просечном оценом 9,84 у току студија.
У 2008. години одбранила је магистарску тезу „Трансслика-концептуална, материјална и формална реивенција сликарства“, такође на Факултету ликовних уметности у Београду, под руководством ментора проф. Чедомира Васића.
У 2011. години, на Факултету ликовних уметности у Београду, одбранила је докторски уметнички пројекат „Транс-слика: Истраживање боје и светлости кроз медије сликарства, инсталације и перформанса“" под руководством ментора проф Велизара Крстића.
Пут љубави, и заједничког стварање
Тражењем начина за обједињавање супротности мушког и женског, духовног и материјалног, путем љубави, настало је Бојанино заједничко стварање са архитектом и сликарем Мирком Станимировићем. Као уметнички пар и део савремене српске визуелне уметности, Бојана и Мирко започели су 2009. године трагање за јединственим уметничким изразом кроз амбијенталне експерименте у галеријама и инсталације на отвопреном простору како у Србији тако и у иностранству.
Радне и животне активности
Ради као професор методике ликовног васпитања на Академији васпитачко-техничких струковних студија у Пироту, и доцент по позиву на Академији лепих уметности „Света Радегунда“ у Француској (фр. Académie des Beaux-Arts Sainte, Radegonde, Tours, France). Бојанин професор и ментор на тој институцији је Јован Зец.
Живи и ствара у Пироту.
Чланство у ликовним и другим удружењима
- Члан УЛУС-а од 2006. године.
- Члан Савета галерије „Чедомир Крстић“ у Пироту.
- Члан Управног одбора организације „Пријатељи деце Пирота“ од 2014.

### Студијска путовања
Бојана Николић учесник је следећих студијских путовања:
- 2007. Комуникација и сарадња са студентима Universidad Compultense de Madrid, Шпанија
- 2005. Учешће у систему радионица у оквиру ОUTSIDE PROJECT-a, SACI, Фиренца, Италија
- 2004. Боравак и сарадња са студентима Media Kunst Akademie, Базел, Швајцарска
- 2002. Учешће у међународној размени студената са грчком Академијом ликовних и примењених уметности Аристотелис из Солуна

### Учешће у уметничким пројектима
Бојана Николић била је учесник у следећим заједничким уметничким пројектима:
- 2014. и 2015. Senior Expert, Project ESF 3.102, „Inclusion for Employment“
- 2009. — Srbija@Espana, Организација: Глорија Гаспар Солас и Сара Облисар. Пројекат је подржан од: амбасаде Србије у Мадриду, Fondacy Alianza Hispanica, професора Универзитета УЦМ у Мадриду др Виктора Зарза, ректора Универзитета уметности у Београду, проф. Чедомира Васића.
- 2008. — Анализа просторних и програмских могућности зграде СИВ-а и Музеја савремене уметности на Новом Београду.
- 2008. — Дизајн корица за збирку прича Милана Манића; „Све те преврталице“. Издавач „Pi-Press“, издавач Ранђеловић Драган Пејић
- 2007. — Прелиминари архитектонских и урбанистичких решења за зграде Музеја савремене уметности Војводине.

## Уметнички рад
У покушају да свртамо сликарство Бојане Николић у неке оквире, можемо сасвим сигурно рећи да је оно негде у границама експресионизма и асоцијативне лирске апстракције, у којима уметница веома вешто влада енформелистичким истраживањима материје и лирским свођењем облика. При томе њено стваралаштво није на путу лутања, већ јасно, са великом посвећености, озбиљности и упочатљивости. Тиме Бојана Николић недвосмислено доказује да гради и непрестано усавршава сопствену поетику оплемењену традиционалним искуствима.
Бојанина посвећеност ликовности, пун израз налази у лепоти света боје, коју она вешто, наносећи је широким потезима, уклапа, „попут магије“, у цртеж сложених форми желећи да искаже своја властита осећања (страст, експлозују доживљених емоција), и лични доживљај света који је окружује (лептир или цвет, дрво или фрагмент неког недогледа, распукли плод пун семена итд).
Иако на први поглед Бојанина дела сличе, њена ликовност није у функцији понављања облика видљиве стварности. Наиме свака од њених слика у себи носи одређену симболику стања, која у њеним сликама живе по законима сопствене властите природе.
Није довољно савршено владати сликарском техником да би се био уметник. Уметничко дело на стварамо само зато што савршено владамо сликарском техником. Правила су нужна, али (прави) уметник-уметница, каква је Бојана Николић, је толико добра зато што је усвојила вештину да се може поиграти њима (сликарским правилима), како би их „разбила“, превазишла и поставила нова.
Бојана Николић...зна како ће једну ликовну технику довести до врхунске експресивности, како боју обогатити светлошћу и дати јој сјај наднаративне лепоте и узбудљивости. Као поборник постмодернистичке дестинације она доноси нове духовне вредности слике пред којима је будућност.
Схватање и разумевање Бојаниних слика (и њене уметности) умногоме зависи и од тренутног емотивног или духовног стања посматрача њених слика. То проистиче из чињенице да њене слике на посматрача „делују“ као Роршахове мрље. Наиме психијатар Херман Роршах, као велики љубитељ сликарства, код људи је запазио да они различито реагују на слике попут мрља, какве су нпр. Бојанине обојене мрље (које се преливају и уливају једна у другу), у зависности од њиховог душевног стања, маште, креативности и подсвесних садржаја. То чини слике Бојане Николић још садржајнијим и различитијим при сваком поновном сусрету љубитеља уметности са њима.

## Ликовне колоније и уметничке радионице
- 2014. Водитељка радионице за израду Новогодишњих честитки, Жене југа, Пирот
- 2013. Водитељка радионице за израду Новогодишњих честитки, Жене југа, Пирот
- 2013. Ликовна колонија „Мина Вукомановић Караџић“, Горњи Милановац
- 2012. Трећа филмска колонија Кратка форма, Горњи Милановац
- 2011. Међународна ликовна колонија „Поглед на Банат“, Београд-Пландиште
- 2010. Ликовна колонија „Црна Краљица“, Дрвар, Босна и Херцеговина
- 2010. Међународна ликовна колонија Поглед на Банат, Београд-Пландиште
- 2010. Први интернационални симпозијум ликовних уметности „Јужни мост Orfua“; Печуј-европска престоница културе у 2010, Мађарска
- 2009. Ликовна колонија „На путевима Саве Шумановића“, Шид
- 2007. Ликовна колонија у Вишњичкој Бањи, Београд
- 2007. Ликовна колонија International Painting Workshop, Охрид, Македонија
- 2006. Међународна летња школа Универзитета уметности у Београду „Неки то воле вруће“, Пирот, Србија
- 2005. Радионица за студенте Јаниса Кунелиса (Workshop for students, Yannis Kounelis), Факултет ликовних уметности, Београд
- 2005. Outside project, Studio Art Centers International SACI, Florence, Italy
- 2005. Michelle Iluminato, profesor on Carnegie Mellon University, Pensilvania. Workshop took place in Florence, Italy.
- 2004. Међународна ликовна колонија „Поганово“, Димитровград.
- 2002. Студентски програм размене, Унивезитет Аристотел, Солун, Грчка

## Самосталне изложбе
| Година | У земљи | Година | У иностранству                                                       |
| ------ | --- | ------ | -------------------------------------------------------------------- |
| 2017.  | - Слике, Галерија „Арт55“, Ниш |        |                                                                      |
| 2015.  | - Изложба слика, Галерија „Чедомир Крстић“, Пирот. - Изложба слика Културни центар Крушевац, Галерија КЦК - Рељефне и тродимензионалне слике, Галерија „Атријум“ Библиотеке града Београда. - Изложба слика, ГСЛУ Ниш, Павиљон у Тврђави, Ниш - Транс-слика, Мали ликовни салон (Булевар М. Пупина 9, Нови Сад) |        |                                                                      |
| 2013.  | - Светлеће фигуре, Горњи Милановац - Боје, Културни центар Рибница, Краљево - Слике, Галерија „Методи Мета Петров“, Димитровград |        |                                                                      |
| 2012.  | - Вече женске уметности, Женска медијатека, Пирот |        |                                                                      |
| 2011.  | - Сучељавање, Галерија савремене уметности Смедерево - Транс-слика, галерија ФЛУ и галерија „Излози“, Београд. |        |                                                                      |
| 2010.  | - Сучељавање, Мала галерија УЛУПУДС-а, Београд | 2010.  | - La confrontation, La Metisse d’Argille, Saint Hippolyte, Француска |
| 2009.  | - Светлеће фигуре, Пиротски кеј, Пирот - Боје, изложба слика и објеката, Мала галерија УЛУПУДС-а, Београд - Сучељавање, Дом Омладине, Београд - Флуоресцент, представа у Градском позоришту у Смедеревској Паланци                                                                                              | 2009.  | - La Confrontation, Salle des Fetes, Luynes, Француска               |
| 2008.  | - Флуоресцент, Магацин, „Краљевића Марка“, Београд - Објекти и слике, Салон 77, Галерија савремене уметности, Ниш - Трансслика, Галерија ФЛУ, Београд - Слике, скулптуре, мозаик, Галерија „Чедомир Крстић“, Пирот                                                                                              |        |                                                                      |
| 2007.  | - Лeнд Арт пројекат на простору испред зграде ФДУ у Београду |        |                                                                      |
| 2006.  | - Другачије, Галерија „Икар“, Земун |        |                                                                      |
| 2005.  | - Слике, Велика галерија Дома културе студентски град, Нови Београд | 2005.  | - Rare and precious jewellery, Фиренца, Италија                      |

## Групне изложбе
| Година | У земљи | Година | У иностранству |
| ------ | --- | ------ | --- |
| 2014.  | - Изложба радова насталих на јубиларној колонији „Мина Вукомановић Караџић,“ Горњи Милановац - Грлица, галерија Чедомир Крстић, Пирот - Жене сликари, Мајданпек, интернационална изложба - Дванаести међународни бијенале минијатуре, Горњи Милановац - Жене-сликари, Центар за културу, Мајданпек - Грлица, Галерија „Чедомир Крстић“, Пирот |        | |
| 2012.  | - Плави јахач, Центар за културу и уметност Алексинац - Плави јахач, галерија Синагога, Ниш |        | |
| 2011.  | - Изложба радова 18. сазива ликовне колоније „Мина Вукомановић Караџић“, Модерна галерија Горњи Милановац - Једанаести међународни бијенале минијатуре, Горњи Милановац | 2011.  | - Fresh Light of Corian, I Saloni, Milano, Italy |
| 2010.  | - Црна краљица, Дрвар, БИХ | 2010.  | - Aprende Serbio en 15 Obras, Centro Civico Universidad, Зарагоза, Шпанија                                                                                 |
| 2009.  | - Продајна изложба чланова УЛУС-а поводом 25. Летње Универзијаде, Галерија УЛУС, Београд | 2009.  | - Aprende Serbio en 15 Obras, Centro experimental de Arte y Pensamiento, Madrid                                                                            |
| 2008.  | - Young Art Power, Међународни културни центар, Београд - Летња продајна изложба, галерија УЛУС, Београд - Градски парк између хотела Југославија и Бранковог моста, изложба конкурсних радова, Општина Нови Београд - Децембарски салон, галерија УЛУС, Београд |        | |
| 2007.  | - Бијенале Проширених медија Октопус, Павиљон Цвијете Зузорић, Београд - Салон Петрико, Београд - Идејно архитектонско-урбанистичко решење зграде музеја савремене уметности Војводине, изложба конкурсних радова, Нови Сад | 2007.  | - Центар за културу „Бракја Миладинови“, Струга, Македонија - Еурохотел ликовни центар, Македонија - Центар за културу „Глигор Прлицев“, Охрид, Македонија |
| 2006.  | - 30.годишња изложба Друштва ликовних уметника Пирота, галерија „Чедомир Крстић“, Пирот - Изложба цртежа, Културни центар, Шабац - Нови чланови УЛУС-а, Уметнички павиљон Цвијета Зузорић, Београд |        | |
| 2005.  | - ХБ Его (шк)арт: Неw Едитион, Уметнички павиљон Цвијета Зузорић, Београд - Изложба радова студената пете године 2004/05. ФЛУ у Београду, Велика галерија Централног дома војске СЦГ, Београд - Изложба награђених студената, галерија ФЛУ, Београд - Поганово ’04, Димитровград - Седма мајска изложба ликовних и примењених радова уметника Пироћанаца, галерија „Чедомир Крстић“, Пирот - Изложба цртежа и скулптура малог формата студената ФЛУ, Дом омладине, Београд |        | |
| 2004.  | - Изложба цртежа и скулптура малог формата студената ФЛУ, Дом омладине, Београд - Пројекција видео-рада Данце у оквиру БЕЛЕФ-а, Барутана, СКЦ, Београд - Заједничка изложба студената ФЛУ, Београд и Академије Аристотелис из Солуна, Велика галерија Дома културе Студентски град, Београд - Вашар уметности, Атеље 212, Београд |        | |
| 2003.  | - Изложба цртежа и скулптура малог формата студената ФЛУ, Дом омладине, Београд | 2003.  | - Его, Солун, Грчка |
|        | | 2002.  | - Слике и графике, Солун, Грчка |

## Признања
Бојана Николић је добитник следећих награда
- Награда за сликарство „Риста и Бета Вукановић“, Факултета ликовних уметности у Београду
- Награде жирија за најбољи филм у категорији мини филма, на Фестивалу кратког филма „Кратка форма“, Горњи Милановац.